# Dalberg
Dalberg är en stadsdel i Mariehamn, Åland. I stadsdelen finns Ålands lyceum, Övernäs skola, Ålands yrkesskola, Ålands sjömansskola och Mariehamns idrottsgård. I stadsdelens västra del finns Badhusberget med stadens vattentorn. Nedanför berget ligger Västerhamn och museifartyget Pommern. Avgränsas i söder av esplanaden, i öster av Östra Esplanadgatan och Östra Skolgatan. I norr går gränsen norr om Yrkesskolan och i nordost slutar stadsdelen vid Idrottsparken.